# Fulgure
 (décembre 2008).
Si vous disposez d'ouvrages ou d'articles de référence ou si vous connaissez des sites web de qualité traitant du thème abordé ici, merci de compléter l'article en donnant les références utiles à sa vérifiabilité et en les liant à la section « Notes et références ».

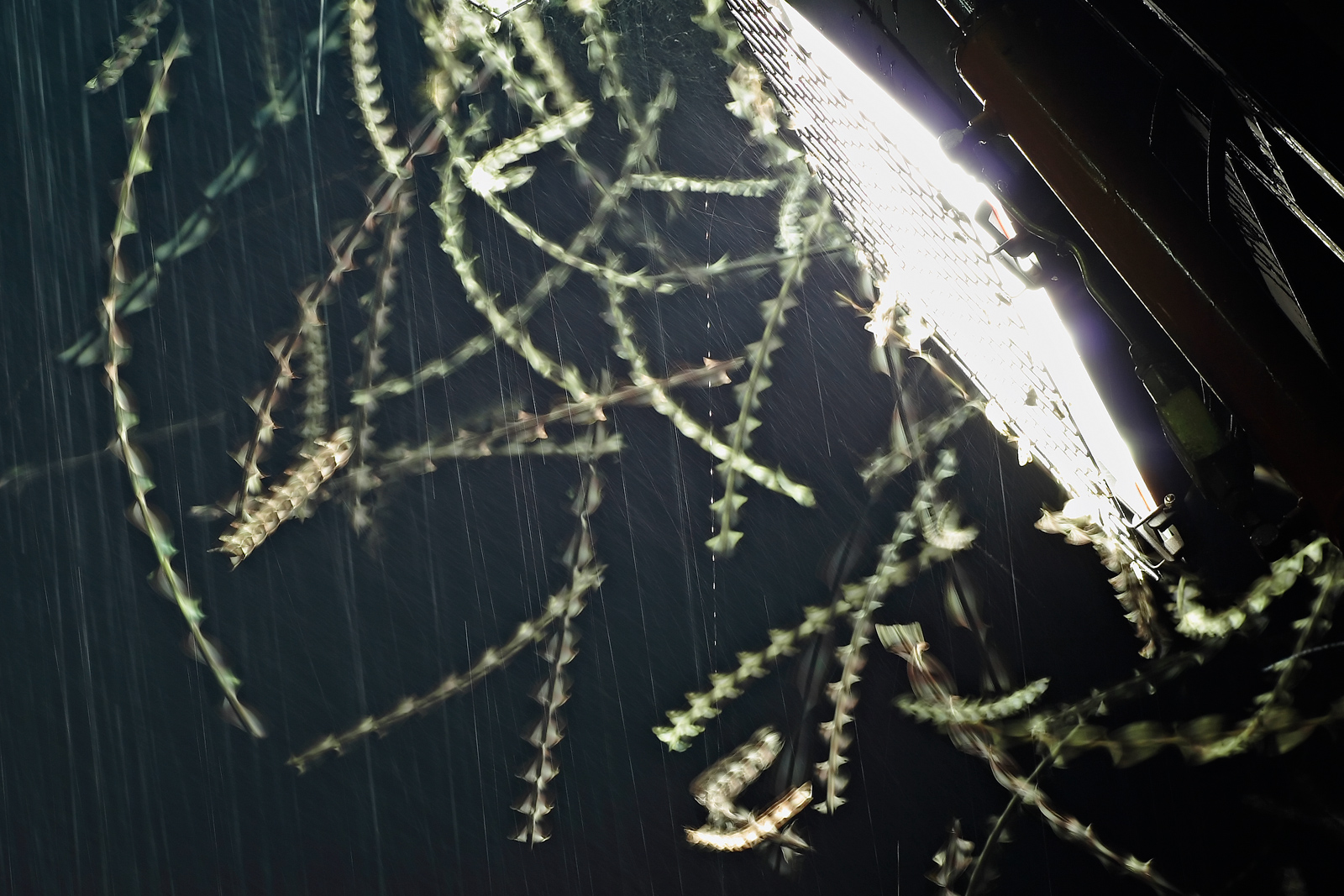
Photographie en longue exposition de mites volant devant une lampe donnant cet effet de fulgures

Les fulgures (« Rods », « bâtonnet » en anglais, également connus sous le nom de « skyfish », « air rods » ou « solar entity ») sont, dans l'imaginaire moderne, des créatures volant si vite dans les airs que l'œil humain ne serait pas capable de les voir et ne sont donc visible que sur des photographies ou enregistrements vidéos. Ils résultent d'artefacts photographiques engendrés par le déplacement à vive allure de certains animaux,.

## Origine du mot
Le terme fulgures vient du latin, fulgur, l'éclair. Ce nom provient de la vitesse qui caractérise leur déplacement.

## Observations
Un rapport de 2000 rédigé par le personnel de « The Straight Dope » expliquait également les bâtonnets comme de tels phénomènes, à savoir des jeux de lumière résultant de la manière dont les images (principalement vidéo) d'insectes volants sont enregistrées et lues, ajoutant que les enquêteurs ont montré que les corps en forme de bâtonnets étaient le résultat d'un flou de mouvement, si la caméra filme avec des temps d'exposition relativement longs.
On a recensé des fulgures aux États-Unis, au Japon, au Canada, en Chine, en Irak et dans plusieurs pays européens. José Escamilla s'est proclamé spécialiste mondial des fulgures, et dispose d'une large gamme de vidéos.

## Explication scientifique
Les fulgures ne sont que des artefacts ou les conséquences du passage d'insectes volant à vive allure, et près de l'objectif de la caméra. La vitesse de battement d'ailes divisée par la cadence des caméras (en images par seconde) détermine le nombre de paires d'ailes illusoires des insectes volants.
Certains scientifiques pensent que la présence de ce qu'on appelle les bâtonnets est due aux caméras vidéo, qui prennent environ 30 images par seconde, ce qui produit une distorsion ou une duplication de l'objet vu dans la caméra vidéo. Cette hypothèse a amené certains caméramans à la tester, avec une expérience simple avec deux caméras, une normale avec 38 images par seconde et une à grande vitesse avec jusqu'à 2000 images par seconde. Lorsque l'on visionne les images, une « tige » apparaît en seulement deux images et, visionnée par la caméra à grande vitesse, on voit un insecte voler. Cela explique le phénomène des bâtonnets, qui ne sont qu'une illusion d'optique. Le fulgure (ou rod) fait donc référence aux artefacts créés sous certaines conditions en filmant les battements d'ailes d'insectes, plus précisément quand la vitesse d'obturation d'une caméra est inférieure aux périodes des battements d'ailes : le décalage obtenu génère divers types de trainées, particulièrement dans les vidéos en balayage entrelacé. L'étrangeté visuelle amène parfois jusqu'à interpréter le phénomène comme des formes de vies se déplaçant à des vitesses élevées.